# شهرستان ترکمانچای
شهرستان ترکمانچای یکی از شهرستان‌های استان آذربایجان شرقی ایران است. مرکز این شهرستان، شهر ترکمانچای است.
این شهرستان در تاریخ ۲ اردیبهشت ۱۴۰۳ از شهرستان میانه جدا شد و مستقل گردید.

## موقعیت جغرافیایی
شهرستان ترکمانچای از شمال با شهرستان سراب، از شرق تا جنوب با شهرستان میانه، از شمال غربی با شهرستان بستان‌آباد و از جنوب غربی با شهرستان هشترود همسایه است.

## تقسیمات کشوری
شهرستان ترکمانچای  دارای ۲ بخش، ۴ دهستان و ۱ شهر به شرح زیر است:
| بخش   | مرکز بخش  | جمعیت بخش ۱۳۹۵ | نام دهستان    | مرکز دهستان | جمعیت دهستان ۱۳۹۵ | شهر             | جمعیت شهر ۱۳۹۵  |
| ----- | --------- | -------------- | ------------- | ----------- | ----------------- | --------------- | --------------- |
| مرکزی | ترکمانچای | ۱۵٬۰۳۱ نفر     | بروانان غربی  | غریب‌دوست    | ۴٬۱۳۲ نفر         | ترکمانچای       | ۷٬۴۴۳ نفر       |
| مرکزی | ترکمانچای | ۱۵٬۰۳۱ نفر     | اوچ‌تپه غربی   | خاتون‌آباد   | ۱٬۷۳۵ نفر         | ترکمانچای       | ۷٬۴۴۳ نفر       |
| مرکزی | ترکمانچای | ۱۵٬۰۳۱ نفر     | بروانان مرکزی | خواجه‌غیاث   | ۱٬۷۲۱ نفر         | ترکمانچای       | ۷٬۴۴۳ نفر       |
| صومعه | صومعه     | ۶٬۳۵۶ نفر      | بروانان شرقی  | صومعه       | ۴٬۱۱۳ نفر         | *************** | *************** |
| صومعه | صومعه     | ۶٬۳۵۶ نفر      | گاوینه‌رود     | گاوینه‌رود   | ۲٬۲۴۳ نفر         | *************** | *************** |

## جمعیت
بر پایه سرشماری عمومی نفوس و مسکن در سال ۱۳۹۵، جمعیت شهرستان ترکمانچای برابر با ۲۱٬۳۸۷ نفر بوده است.

## آب و هوا
این شهرستان در منطقه کوهستانی و در دامنه های رشته کوه بزقوش واقع شده و دارای تابستان‌های معتدل و زمستان‌های سرد و برفی می‌باشد. این شهرستان، دارای باغات، مراتع و مزارع متعدد می‌باشد و قسمتی از اراضی و روستاهای آن در کوهپایه های بزقوش قرار گرفته و دارای مناظر بکر و چشم‌نوازی است. 

## موقعیت اقتصادی
شهرستان ترکمانچای، دارای باغ‌ها و زمین‌های حاصلخیز، پرمحصول و مستعد کشاورزی است. وجود تولیدات متنوع زراعی و باغی به ویژه گندم، نخود، زردآلو، گلابی، آلبالو، گردو، بادام و به‌ویژه سیب ترکمانچای که دارای شهره جهانی است، وجود جمعیت دامی با ظرفیت بالا، اراضی، باغات و دشت‌های وسیع با قابلیت حاصلخیزی بالا، محوریت سرمایه‌گذاری از اولویت‌های این شهرستان در بخش‌های کشاورزی، معدن و گردشگری است. این شهرستان، پس از شهرستان کلیبر، سرسبزترین و دارای بیشترین پوشش گیاهی در استان آذربایجان شرقی می‌باشد.

## آموزش عالی
- دانشگاه پیام نور
- دانشگاه آزاد اسلامی

## ناحیهٔ صنعتی
- شهرک صنعتی ترکمانچای